# Saint-Front-la-Rivière
Saint-Front-la-Rivière – miejscowość i gmina we Francji, w regionie Nowa Akwitania, w departamencie Dordogne.
Według danych na rok 1990 gminę zamieszkiwało 559 osób, a gęstość zaludnienia wynosiła 31 osób/km² (wśród 2290 gmin Akwitanii Saint-Front-la-Rivière plasuje się na 670. miejscu pod względem liczby ludności, natomiast pod względem powierzchni na miejscu 614.).